# Bandeira de Tlaxcala
A Bandeira de Tlaxcala é um dos símbolos oficiais do estado de Tlaxcala, uma subdivisão do México. Seu uso foi aprovado em 22 de fevereiro de 2011, durante a gestão do então congreso do estado, com a aprovação de um júri designado para o caso. A bandeira substituiu uma anterior utilizada durante os anos de 1976 ao 2007.

## Desenho e simbolismo

### Descrição
Seu desenho consiste em uma diagonal de proporção largura-comprimento de 4:7 dividido em três faixas verticais de mesma espessura. As cores das faixas são, respctivamente, a partir da esquerda (lado do mastro) vermelho e branco.

### Cores
As cores da bandeira têm a sua origem no estandarte do Exército das Três Garantias (1821-1823) de Agustín de Iturbide.
| Esquema de cor       | Branco | Branco      | Vermelho | Vermelho   |
| -------------------- | ------ | ----------- | -------- | ---------- |
| Pantone              |        | Safe        |          | 186c       |
| RGB                  |        | 255-255-255 |          | 206-17-38  |
| CMYK                 |        | 0-0-0-0-0   |          | 0-92-82-19 |
| Tripleto hexadecimal |        | FFFFFF      |          | CE1126     |